# Louis Denis (cartographe)
Pour les articles homonymes, voir Denis et Louis Denis (homonymie).
Louis Denis (1725-1794) est un graveur, cartographe et géographe français. Il est surtout connu pour avoir publié Le Conducteur français, un guide des routes du royaume de France.

## Biographie
On sait assez peu de choses de sa vie. Il semble que son métier d'origine était d'être graveur. En 1760, il s'associe avec l'ingénieur-géographe et éditeur Louis-Charles Desnos pour éditer des cartes.
Louis Denis a été « géographe des enfants de France ». Il a donné au duc de Berry, futur Louis XVI, une culture géographique solide.

## Publications
La production de cartes de Louis Denis a été extrêmement abondante.
Son projet principal a été la collection du Conducteur français. Il s'agit de plans-itinéraires pour chacune des principales routes du royaume, comprenant des cartes d'une grande qualité accompagnées de notes qui en font l'un des ancêtres des guides de voyage. Commencé en 1776, le projet ne fut jamais mené à son terme, vu l'ampleur de l'entreprise ; 52 cartes seulement ont paru. Chaque fascicule était lu et approuvé par Didier Robert de Vaugondy (1723-1786), qui était censeur royal pour la géographie, la navigation et les voyages depuis 1773.
Il est l'auteur de plusieurs plans de Paris entre 1758 et 1781.